# Bertil Bjäre
Bertil Bjäre, född 20 april 1927 i Höör, död 27 januari 2020 i Förslöv, var en svensk officer i Flygvapnet.

## Biografi
Bjäre blev fänrik i Flygvapnet 1960. Han befordrades till löjtnant 1952, till kapten 1960, till major 1964 vid Skånska flygflottiljen (F 10), till överstelöjtnant 1968, till överste 1974 och till överste av 1:a graden 1980.
Bjäre var ställföreträdande sektorflottiljchef och tillika flottiljchef för Skånska flygflottiljen (F 10) 1977–1980. 1980–1983 var han försvarsattaché i Moskva och Warszawa. 1983–1985 var han operationsledare vid Södra militärområdesstaben (Milo S). 1985–1987 var han sektorflottiljchef för Skånska flygflottiljen (F 10/Se Syd). Bjäre avgick som överste av 1:a graden 1987.
Bjäre gifte sig med Margit Heberg, tillsammans fick de två barn, Lena och Caroline. Caroline blev senare även hon officer vid Skånska flygflottiljen (F 10).

## Utmärkelser
- Riddare av Svärdsorden, 6 juni 1968.[2]